# Санту-Эштеван (Бенавенти)
Са́нту-Эште́ван (порт. Santo Estêvão) — район (фрегезия) в Португалии, входит в округ Сантарен. Является составной частью муниципалитета Бенавенти. По старому административному делению входил в провинцию Рибатежу. Входит в экономико-статистический субрегион Лезирия-ду-Тежу, который входит в Алентежу. Население составляет 1381 человек на 2001 год. Занимает площадь 62,42 км².